# Doliolina mulleri
Doliolina mulleri är en ryggsträngsdjursart som beskrevs av August David Krohn 1852. Doliolina mulleri ingår i släktet Doliolina och familjen tunnsalper. Inga underarter finns listade i Catalogue of Life.